# L'Esiliato
L'Esiliato è una statua di António Soares dos Reis in marmo di Carrara che fa parte della collezione del Museo Nazionale Soares dos Reis, a Porto.
I lavori iniziarono a Roma nel 1872, come esame finale per una borsa di studio di scultura, e furono completati a Porto. Fu inviato alla 14ª mostra triennale dell'Accademia di Belle Arti di Porto e vinse una medaglia d'oro all'Esposizione Internazionale di Madrid del 1881.
La scultura era basata sul poema "Tristezas do Desterro" di Alexandre Herculano, e considerata da Teixeira de Pascoaes come la massima espressione della nostalgia così caratteristica dell'anima portoghese.
Si tratta di un bene culturale mobile, classificato di interesse nazionale (Tesoro dello Stato).
Al Museo Nazionale d'Arte Contemporanea di Chiado c'è una scultura in gesso patinato che servi’ da modello per realizzare l'opera in bronzo. Proveniente dall'Ospizio di Santo António dos Portugueses, a Roma, questa statua fu trasportata a Lisbona nel 1908-2009 con fondi del Legado Valmor. Anche La statua in bronzo si trova nel giardino del Museo Nazionale di Arte Contemporanea del Chiado.